# Jedismo nei censimenti
Il fenomeno indicato in inglese come Jedi census phenomenon fa riferimento al movimento grassroot avviato nel 2001 dai residenti di un certo numero di paesi, che chiesero di poter dichiarare, in occasione dei censimenti nazionali, di appartenere al jedismo (ordine immaginario, dell'universo di Guerre stellari di George Lucas, che "venera" la Forza). 
Una piccola percentuale disse di credere alla Forza ma di essere un Sith, ossia nemico dei Jedi. Il movimento si diffuse in diverse nazioni, soprattutto grazie a coloro che specificarono di credervi per scherzo o come forma di protesta per il fatto che gli venisse chiesto il credo religioso nei censimenti nazionali.
Nel 2001 ebbe un picco con 390.000, mentre nel 2011 con 177.000 lo jedismo risultò la settima religione (massimo risultato in classifica) degli 8 paesi dove ci fu il censimento, dopo cristianesimo, islam, irreligiosità, ebraismo e buddhismo, superando le altre religioni inizialmente parodistiche come il pastafarianesimo, e perfino culti reali quali Scientology, il neopaganesimo e il movimento raeliano.

## Diffusione

### Oceania

#### Australia
In Australia più di 70.000 persone (lo 0,37% della popolazione) si sono dichiarate Jedi nel censimento del 2001. L'Australian Bureau of Statistic (ABS) è stato addirittura costretto a emettere un comunicato stampa ufficiale per rispondere alla pressione e alle domande dei media, annunciando che tutte le risposte in cui si parlava di religione Jedi sarebbero state definite come nulle e denunciando l'impatto incontrollabile conseguente a dichiarazioni fuorvianti, arrivando a alterare documenti ufficiali. L'ABS ha inoltre annunciato che sarebbe stata intrapresa un'attenta analisi per studiare in modo più approfondito le risposte riguardanti l'universo di Guerre stellari e che comunque, perché una religione sia da considerarsi tale, sarebbe stato necessario un sistema di credenze, dogmi o una filosofia delineati secondo un'organizzazione istituzionale in atto.
Il censimento Jedi fu uno dei primi casi di movimenti virali via Internet in Australia: il sito che fu istituito per promuovere il progetto, archiviato nell'ottobre di quello stesso anno, ricevette nelle cinque settimane del referendum ben 100.000 visualizzazioni.
Anche nei successivi censimenti, molti australiani continuarono a definirsi di religione Jedi: 58.053 nel 2006, e 68.000 nel 2011.
Tale fenomeno attrasse l'attenzione del sociologo della religione Adam Possamai che lo analizza nel suo libro Religion and Popular Culture: A Hyper-Real Testament. Gli studi di Possamai collocano la Religione Jedi in una specifica categoria metodologica (le "religioni iperreali", per l'appunto) e dimostrano come esista comunque in Australia una certa ostilità verso queste nuove religioni.
Prima del censimento del 2006 girarono alcune notizie, poi rivelatesi false, che dichiarare "Jedi" o "Religione Jedi" come religione avrebbe portato a una multa per "affermazioni false o fuorvianti". Questo andava però in contrasto con ciò che, nel 2001, disse l'ABS, e con il fatto che almeno negli ultimi quindici anni nessuno fu mai punito per queste cose.

### Nuova Zelanda
Più di 53.000 persone si definirono Jedi nel censimento neozelandese del 2001. In questo stato si ebbe la più grande distribuzione pro capite di risposte riferite ai cavalieri di Star Wars. La città di Dunedin ebbe la più grande distribuzione di risposte di questo tipo. L'istituto statistico neozelandese affermò che le affermazioni di professione di tale religione non sarebbero state considerate, ma se lo fossero state quella Jedi sarebbe stata la seconda religione in tutta la Nuova Zelanda. I risultati del censimento sono infatti questi:
- Cristiani: 58,9%
- Irreligiosi: 29,6%
- Non hanno risposto: 6,9%
- Jedi: 1,5%
- Induisti: 1,2%
- Buddisti: 1,2%

Il numero di Jedi in Nuova Zelanda calò nei censimenti successivi: nel 2006 furono 20.000, mentre non ci sono pervenuti dati al riguardo nel 2011, in quanto il censimento non fu completato per un terremoto a Christchurch.

### Americhe

#### Canada
Nel 2001 in Canada 21.000 persone dichiararono come propria religione "Cavaliere Jedi", tra i motivi della protesta principalmente vi fu l'indignazione nei confronti del fatto che il governo minacciasse multe o comunque perseguibilità penali a coloro che non volevano divulgare informazioni private e personali non fondamentali. Nel censimento del 2011, il numero scese a 9.000.

### Europa

#### Croazia
Nel censimento del 2011, 303 croati dichiararono come religione quella dei Jedi.

#### Repubblica Ceca
Nel censimento del 2011 ben 15.070 persone hanno affermato di avere come religione quella Jedi, il fenomeno è stato anche qui dettato da motivi di protesta, principalmente contro l'obbligo di compilare tutto il modulo e la presenza, in quanto il censimento era online, di solo alcune religioni predefinite. La maggior parte dei Jedi cechi abita a Praga.

#### Irlanda
Nel 2012, in una revisione del censimento del 2011, il comitato del bilancio pubblico del Dáil chiese al Central Statistics Office quanto sarebbero potute essere affidabili le risposte riguardo al mondo di Star Wars. Il CSO ha affermato che avrebbe potuto riferire il numero di queste risposte al governo, ma certamente che esso non sarebbe stato pubblicato.

#### Montenegro
Nel censimento del 2011 in Montenegro un gruppo di giovani rispose "Jedi" alla domanda sull'etnia, ritenendo questa una domanda inutile per un censimento.

#### Regno Unito

##### Inghilterra e Galles
In Inghilterra e Galles 390.127 persone (circa lo 0,7% della popolazione totale) definirono la loro religione "Jedi" nel censimento del 2001, superando il Sikhismo, il Buddismo e l'Ebraismo, e arrivando a portare questo credo al quarto posto in tutto il paese. In quello stesso censimento il 2,6% della popolazione di Brighton si definì Jedi. Le percentuali delle religioni furono:
- Cristiani: 70,0%
- Irreligiosi: 14,7%
- Non hanno risposto: 7,8%
- Musulmani: 3,1%
- Induisti: 2,1%
- Jedi: 0,7%

Ancora prima del censimento fu confermato che nessuno di coloro che avrebbe o non risposto o risposto in modo "inusuale" alla domanda sulla religione avrebbe ricevuto una qualche multa. Questa decisione si basa sul Census (Amendment) Act 2000 del 28 Luglio 2000, la sezione 8 del quale dice che: "nessuna persona è responsabile di una sanzione ai sensi del comma 1 per aver rifiutato o trascurato di indicare qualsiasi delle risposte riguardo alla religione".
Alla religione Jedi nel Regno Unito è stato assegnato il codice 896 per l'elaborazione del censimento. I funzionari dell'Ufficio di statistica nazionale hanno sottolineato che questo significa semplicemente che è stata registrata come una risposta comune alla domanda "religione" e che ciò non conferisce lo status di riconoscimento ufficiale. John Pullinger, Direttore di annuncio e d'analisi per il censimento, ha notato che molte persone che altrimenti non avrebbero completato un modulo di censimento lo hanno fatto solo per registrare se stessi come Jedi, quindi questo scherzo ha contribuito a migliorarne la qualità. L'Ufficio per le statistiche nazionali ha rivelato la cifra totale in un comunicato stampa intitolato 390.000 Jedi ci sono, in riferimento al linguaggio del personaggio di Guerre Stellari Yoda.
Nel giugno 2005, Jamie Reed, neoeletto membro laburista del Parlamento per Copeland in Cumbria, dichiarò di essere il primo membro Jedi del Parlamento durante il suo primo discorso. La dichiarazione, arrivata nell'ambito di un dibattito in corso in merito alla legge sull'istigazione dell'odio religioso, è stata confermata dall'ufficio di Reed come uno scherzo, e non una seria dichiarazione di fede. Nel corso di un successivo dibattito sul disegno di legge, il membro del Parlamento conservatore per Beaconsfield, Dominic Grieve, propose di escludere "Cavalieri Jedi" dalla protezione dell'atto proposto, insieme ai satanisti e ai fautori del sacrificio animale, illustrando la difficoltà di definire tali fedi religiose nella legislazione. Allo stesso modo, nell'aprile 2006, Edward Leigh, il membro del Parlamento conservatore per Gainsborough, ha chiesto se gli sarebbe stato permesso di istituire una scuola di fede per cavalieri Jedi durante un dibattito nella Commissione per Istruzione e Ispezioni.
Il 16 Novembre 2006 due Jedi hanno consegnato una lettera ai funzionari delle Nazioni Unite affinché essi cambiassero il nome della giornata internazionale della tolleranza in "giornata interstellare della tolleranza", inviando anche i dati del censimento britannico del 2001.
Nel 2011 il numero di Jedi scese a 176.632, collocandosi al settimo posto, superato da Buddismo ed Ebraismo, ma ancora superiore ad altre religioni alternative o finte. La rivista Metal Hammer, per esempio, incoraggiò i propri lettori a segnare "Heavy Metal", come loro religione, totalizzando oltre 6.000 risposte.
Nel 2016 la Charity Commission ha rigettato lo status di religione allo jedismo, in quanto non promuove "miglioramenti morali ed etici per il beneficio del pubblico" ed essendo un'organizzazione "web-based" è "una scelta di vita più che una religione".

##### Scozia
In Scozia 14.052 persone affermarono che la loro religione era quella Jedi (più precisamente in 14.014 si definirono "Jedi", 24 scrissero "Ordine Jedi", mentre 14 scrissero "Sith") e in 2.773 dissero che "Jedi" era la loro formazione religiosa nel censimento del 2001.. La percentuale in Scozia fu comunque di molto minore rispetto a quella avuta in Inghilterra e Galles: 0,277%.

#### Serbia
640 cittadini serbi si sono definiti Jedi.

#### Italia
Non è obbligatorio dichiarare l'appartenenza, per cui non si può verificare il numero di simpatizzanti o aderenti anche solo per scherzo, pur essendoci  siti web di persone e piccoli gruppi che si dichiarano jedisti o appartenenti alla chiesa del Jedismo.

### Asia
Nessun paese dell'Asia, a maggioranza buddhista, induista e musulmana, è stato censito.

## Critiche e riconoscimenti
Alcuni gruppi atei si opposero a coloro che sostituivano alla risposta "irreligioso" una risposta scherzosa, perché così facendo portavano a una sottostima del numero di non religiosi nei censimenti.